# 연방공민교육국

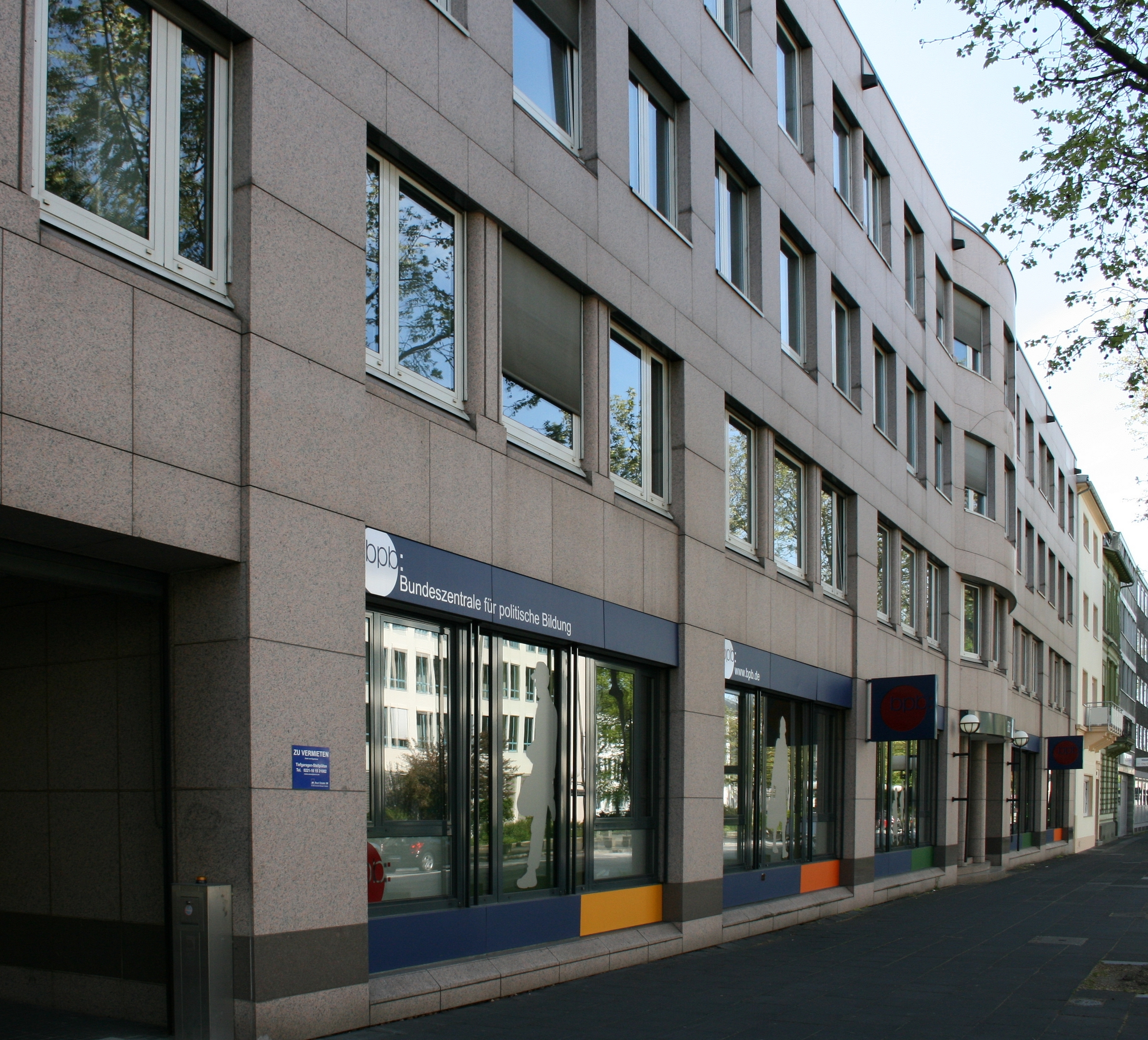

연방공민교육국(독일어: Bundeszentrale für politische Bildung)은 독일의 연방정부기관으로서 공민교육 진흥 업무를 담당하고 있다. 연방내무부에 딸린 아문이다. 2000년 이래로 토마스 크뤼거가 국장으로 재임 중이다.